# Lino Maupas
Alpinolo Ildebrando Umberto Maupas, meglio noto come Padre Lino Maupas o semplicemente Padre Lino (Spalato, 30 agosto 1866 – Parma, 14 maggio 1924), è stato un religioso italiano.

## Biografia

I funerali di Padre Lino

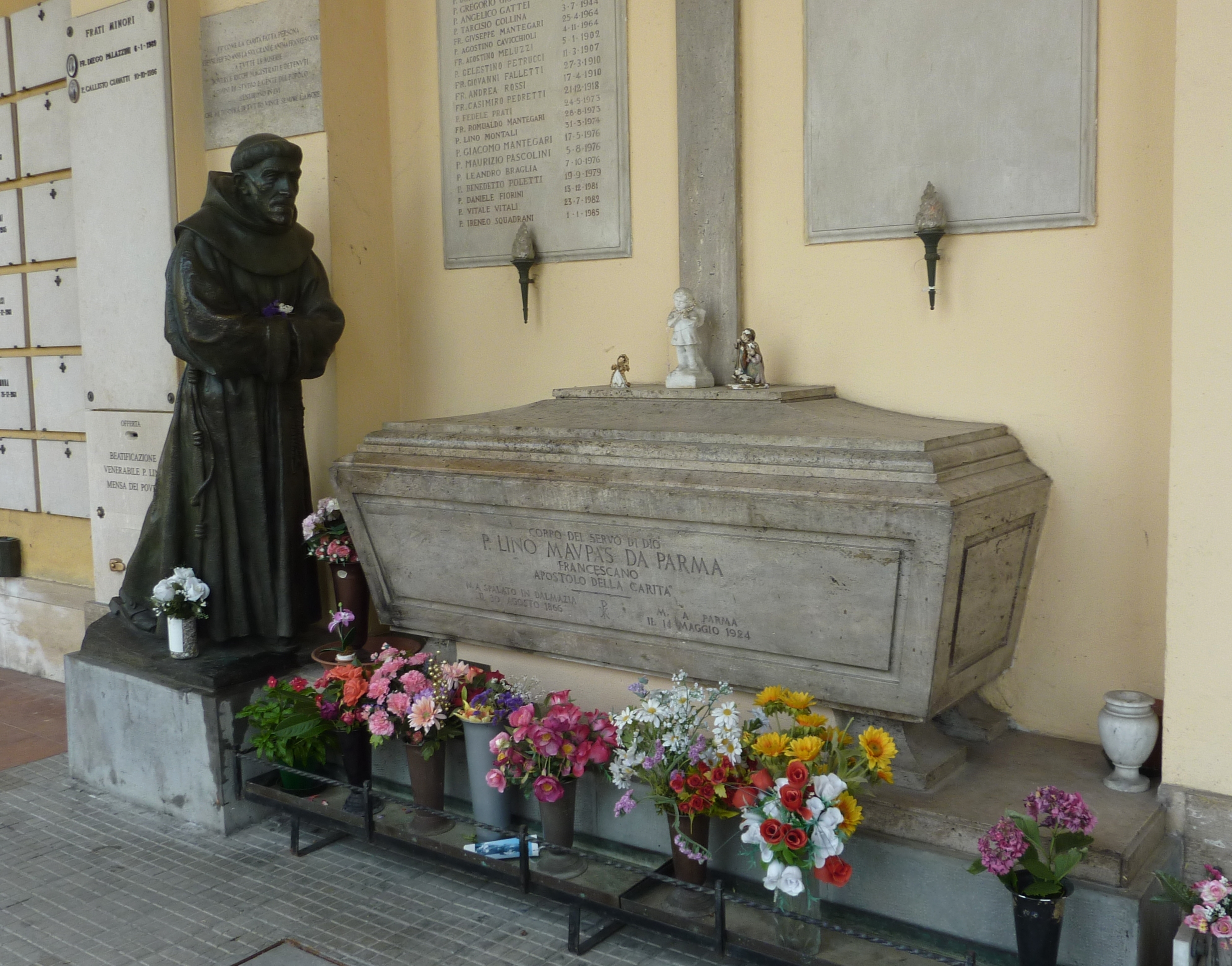
La tomba di Padre Lino nel cimitero della Villetta

Ultimo dei dieci figli di un discendente della nobiltà francese e dell'attrice Rosa Marini, scelse la vita religiosa e, il 30 novembre 1882, prese l'abito francescano nel convento di Capodistria. Assegnato al convento di Kosljun, fu dimesso dall'ordine nel 1885 per esser stato più volte colto a suonare il pianoforte, in orari non consentiti, in compagnia di un novizio di nome Raimondo. Prestò servizio nella Guardia di Finanza, ma poi chiese la riammissione tra i Francescani. Riottenutala, ripeté il noviziato in Italia, a Fucecchio.
Fu ordinato sacerdote nel 1890 dal vescovo di Forlì, Domenico Svampa. Dopo una breve permanenza a Casalmaggiore, il 18 giugno 1893 fu destinato a Parma, dove rimase fino alla morte. Prima divenne cappellano della chiesa dell'Annunziata, poi al Riformatorio Lambruschini e, infine, dal 1900, nel carcere di San Francesco del Prato. Portava il cilicio e fumava mozziconi di sigari. Si dedicò principalmente all'assistenza dei poveri, dei diseredati, dei carcerati. Negli ultimi tempi non aveva più la forza di fare le scale per entrare nella sua cella e si addormentava per terra, in chiesa, ai piedi del crocefisso.
Morì improvvisamente, a 57 anni, davanti al pastificio Barilla, dov'era andato per cercare di ottenere l'assunzione di un giovane bisognoso. Furono gli ergastolani a costruirgli la bara. Trentamila parmigiani seguirono commossi i suoi funerali. Il processo di beatificazione fu avviato dalla Curia vescovile di Parma nel luglio 1942.
Fu dichiarato venerabile dalla Chiesa cattolica il 26 marzo 1999.
È sepolto nel cimitero della Villetta a Parma, molto vicino all'ingresso principale. Accanto al sarcofago in marmo, sempre circondato da fiori, è presente una statua che lo raffigura.
La "Mensa Padre Lino" di via Imbriani a fianco della chiesa dell'Annunziata, che offre pasti alle persone bisognose, è intitolata in suo nome. È gestita dai frati francescani dell'Annunziata e collegata con la Caritas della diocesi di Parma.

## Filmografia
- Fratello ladro (1972), diretto da Pino Tosini e con Giuliano Esperanti nel ruolo del frate.
- Atsalut pader (1979), diretto da Paolo Cavara e con Gianni Cavina nel ruolo del frate.

## Letteratura sull'argomento
- Enrico Bevilacqua, Fioretti di frate Lino da Parma, Torino, SEI, 1926; 1931; Cinisello Balsamo, San Paolo, 2004. ISBN 88-215-5178-4.
- Gian Crisostomo Guzzo, Padre Lino da Parma, s.l., San Paolo, 1943.
- Marcello Finzi, Un cappellano delle carceri che ho conosciuto. Padre Lino Maupas, Firenze, Olschki, 1955.
- Anastasio Curzola, Padre Lino da Parma. Vita e spiritualità, Parma, A cura della Casa Padre Lino da Parma, 1967.
- Lino Beccaluva, Padre Lino. (di là da l'acqua). Narrazione dialogata in 3 tempi, Parma, La nazionale, 1971.
- Mariannina Caroselli, Pagine d'amore e di speranza. Padre Lino, Parma, L. Battei, 1973.
- Padre Teodosio Lombardi, Padre Lino da Parma. Un modello di carità ed eroismo, Parma, La Ducale, 1984.
- Alberto Grassi e Lorenzo Sartorio, Ladro di anime e di pane. Briciole di santità di Padre Lino da Parma, Parma, La Nazionale, 1989.
- Padre Pietro Rossi, Eroe della carità, Parma, Litografia La Ducale, 1999.
- Giorgio Torelli, Padre Lino. Fortemente indiziato di santità, Milano, Àncora, 2004. ISBN 88-514-0195-0.
- Mirjana Stanislava Vasilj Zuccarini, Padre Lino - apostolo di carità. In occasione dell'ottantesimo anniversario della morte del venerabile padre Lino Maupas, 14 maggio 1924-14 maggio 2004, Parma, Vicepostulazione padre Lino, 2004.
- Lorenzo Sartorio, Padre Lino, Grafiche STEP editrice, 2007. ISBN 88-7898-039-0.